# Фертё-Ханшаг
Фертё-Ханшаг (венг. Fertő–Hanság Nemzeti Park) — национальный парк в северо-западной Венгрии на границе с Австрией, в медье Дьёр-Мошон-Шопрон. Национальный парк занимает территорию 235,88 км², открыт в 1994 году. Территория парка вокруг озера Фертё примыкает к австрийскому национальному парку Нойзидлерзее-Зеевинкель, Озеро и его окрестности включены в список мирового культурного наследия ЮНЕСКО. 
 Посещение парка возможно с организованной экскурсией, отдельные территории закрыты для посещения людей вовсе.
Парк состоит из двух больших территорий: окрестности озёра Фертё и регион Ханшаг.

## Фертё
Озеро Фертё (венг.  Fertő-tó, нем. Neusiedler See) — четвёртое по величине озеро Центральной Европы, уникальный биосферный заповедник. Площадь озера около 315 км², глубина при этом в среднем составляет около одного метра. Зеркало озера на 88 % покрыто камышом, через него проделаны специальные проходы для лодок. В озеро впадает несколько ручьёв, сток из озера зарегулирован, оно соединёно каналом с бассейном Дуная). Фертё — самое западное в Европе равнинное солончаковое озеро. Вода озёра сильно солёная, её уровень подвержен большим колебаниям — несколько раз в истории отмечалось его полное высыхание (последний раз в 1870-х годах).
В озере обитает 15 видов рыб (наиболее распространенные — вьюн, судак, щука и сазан). Воды озера богаты разными видами беспозвоночных, а в зарослях камыша обитают различные виды редких насекомых.
На озере Фертё в естественных условиях можно наблюдать более 300 видов гнездящихся и перелётных птиц, среди которых множество видов цапель (включая большую белую), а также колпицы, дикие гуси, поганки, свиязь, камышовки и многие другие.
Во время сезонных миграций здесь останавливаются бекасы, гуменники и зуйки. Среди редких видов птиц стоит отметить краснозобую казарку, орлана-белохвоста и луня.
По берегу озера проложена учебная тропинка, с которой орнитологи и посетители парка могут вести наблюдение за биосферой заповедника.
Вдоль западного берега озера проходит гряда Фертёмеллек, сложенная известняками, которые разрабатывались в многочисленных каменоломнях со времен Древнего Рима до 1948 года. Холмы покрыты лесами и очень живописны, на них произрастает большое количество редких видов растений.
На юго-восток от озера протянулись солончаковые степи, постепенно переходящие в Ханшаг. Характерная особенность этой территории — то, что во время половодья она почти полностью скрывается под водой, затем в течение лета постепенно высыхает, образуя череду солёных озёр. Озёра постепенно становятся всё меньше, пока совсем не высыхают к осени, концентрация соли при этом повышается.

## Ханшаг
Ханшаг — болотистый равнинный район к юго-востоку от озера Фертё. Его облик определяют торфяные озера и низинные болота, периодически покрываемые водой, и образующие многочисленные островки. Почвы Ханшага — торфяные.
Ханшаг состоит из двух больших частей: Капуварского Ханя и Лебеньского Ханя. На юге Ханшага раскинулась пойма реки Репце, на берегу реки расположен реликтовый лес Чафорди. Некогда многочисленные озёра Ханшага по большей мере пересохли, среди сохранившихся выделяются Королевское озеро (Király-tó) и небольшие озёра местности Токёз (Tóköz).
Флора и фауна Ханшага отличается большим разнообразием и высокой степенью сохранности. Здесь как и на озере Фертё можно наблюдать большое число водоплавающих птиц, в лесах обитают олени и кабаны, а на открытых пастбищах, как и в национальном парке Хортобадь пасутся стада буйволов, серых венгерских быков и овец породы «рацка».
По Ханшагу проложено несколько учебных троп.